# Курганы на Константиновском плато
Курганы на Константиновском плато — одни из крупнейших курганных могильников на Северном Кавказе, расположены на Константиновском плато — возвышенности к востоку от г. Машук, на юге и востоке плато ограничено долиной р. Подкумок. Курганы в основном относятся к эпохе ранней и средней бронзы (конец IV — первая половина II тыс. до н. э.), в насыпях встречаются захоронения скифского и сарматского времени (VII в. до н. э. — IV в. н. э.); так же имеются курганные насыпи позднего средневековья (XV — начало XVIII в.).